# Helsingin yliopisto
Helsingin yliopisto (fiń. Helsingin yliopisto, szw. Helsingfors universitet) – stacja metra helsińskiego znajdująca się w dzielnicy Kaisaniemi w centrum miasta. Zaprojektowana przez biuro architektoniczne Kontio - Kilpi - Valjento Oy, otwarta została 1 marca 1995 roku.
Stacja położona jest na głębokości 27 metrów (22 metry poniżej poziomu morza) pomiędzy stacjami Rautatientori (597 m) i Hakaniemi (916 m). Obecna nazwa obowiązuje od 1 stycznia 2015 roku. Poprzednio stacja nazywała się Kaisaniemi.